# Гаванський синдром

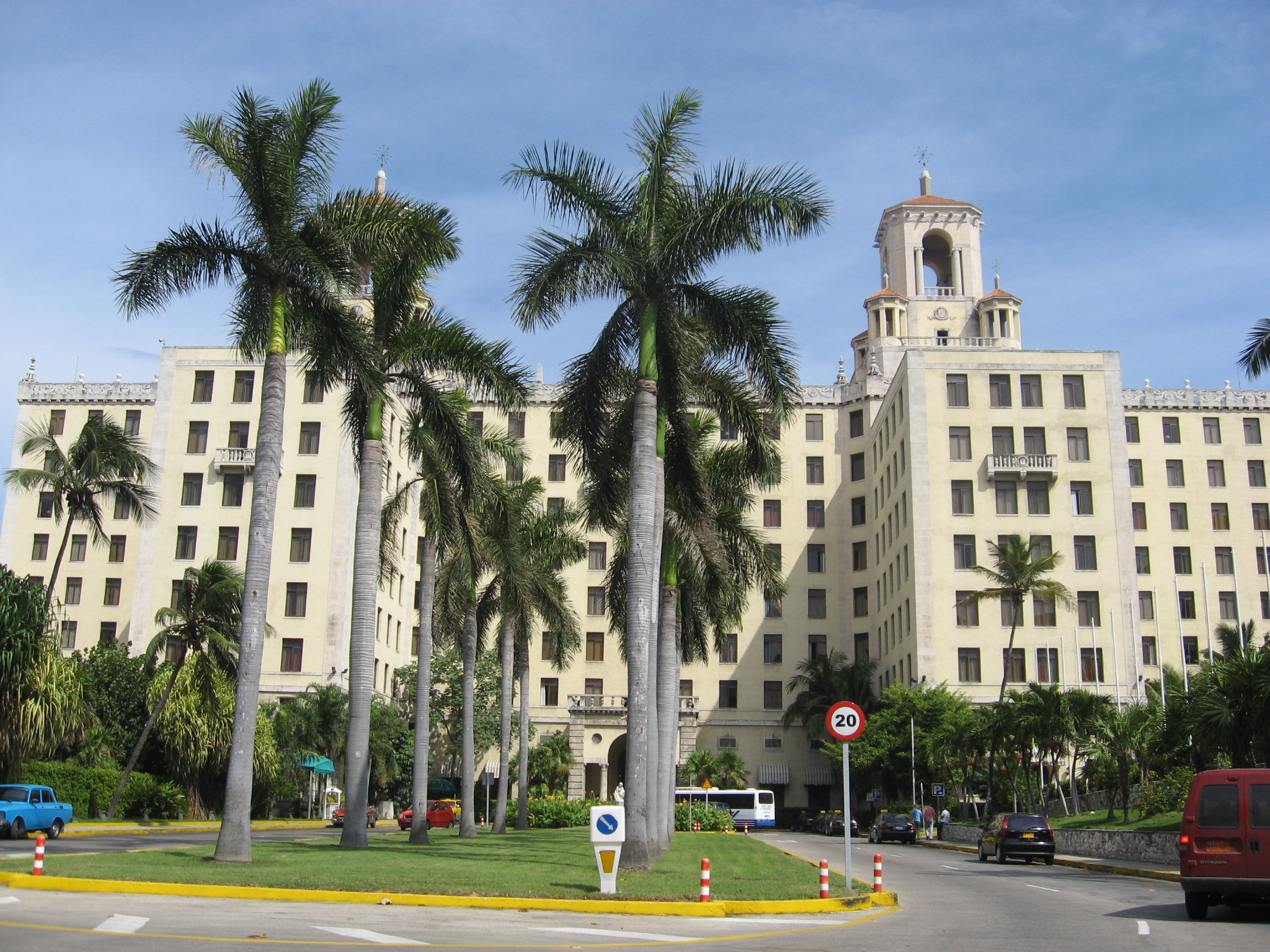
Hotel Nacionale у Гавані частіше всього пов'язують із симптомами

Гаванський синдром — це сукупність ідіопатичних симптомів, які здебільшого відчувають за кордоном урядовці та військовий персонал США. Симптоми варіюються за тяжкістю від болю та дзвону у вухах до когнітивної дисфункції.
Вперше про них повідомили 2016 року співробітники посольства США та Канади в Гавані на Кубі. З 2017 року все більше людей, у тому числі розвідники та військовий персонал США та їхні родини, повідомляли про ці симптоми в інших місцях, таких як Китай, Нью-Делі, Індія, країни Європи та Вашингтон, округ Колумбія.
Державний департамент США, Міністерство оборони та інші федеральні органи назвали ці події «аномальними медичними інцидентами», тоді як директор ЦРУ Вільям Дж. Бернс публічно назвав їх нападами. Хоча експертний консенсус щодо причини синдрому відсутній, у грудні 2020 року комітет експертів Національної академії наук, інженерії та медицини дійшов висновку, що мікрохвильова енергія (зокрема, спрямована імпульсна радіочастотна енергія) «здається найбільш вірогідною причиною цих випадків серед тих, які розглядав комітет», але що «кожна можлива причина залишається спекулятивною». Серед інших запропонованих потенційних причин — ультразвук, пестициди або масові психогенні захворювання.
До березня 2023 року розвідувальні служби США не досягли консенсусу чи офіційного визначення причини гаванського синдрому, хоча представники розвідки та уряду США висловлювали пресі підозри, що відповідальність за це несе російська військова розвідка. У січні 2022 року Центральне розвідувальне управління оприлюднило проміжну оцінку, у якій дійшло висновку, що синдром не є результатом «тривалої глобальної кампанії ворожої держави». Причетність іноземних країн була виключена в 976 випадках з 1000 розглянутих. У лютому 2022 року група експертів, зібрана адміністрацією Байдена, опублікувала резюме, в якому зазначено, що стрес або психосоматичні реакції не можуть пояснити деякі випадки «гаванського синдрому», які вони розглянули, і що радіохвилі могли спричинити деякі травми співробітників ЦРУ та дипломатів. Приблизно в той же час Державний департамент доручив консультативній групі JASON розслідувати причину. У лютому 2022 року Державний департамент оприлюднив звіт JASON, у якому говорилося, що малоймовірно, що спрямована енергетична атака спричинила інциденти зі здоров'ям.
У березні 2023 року сім розвідувальних агенцій США завершили перевірку випадків синдрому та опублікували несекретний звіт із консенсусом, що, згідно з розвідданими, вороги США непричетні до інцидентів. Незважаючи на цей звіт, фінансовані Пентагоном експерименти, спрямовані на відтворення синдрому на тваринах шляхом тривалого впливу на них радіочастотних хвиль, не були припинені.
Висвітлення синдрому в ЗМІ було піддано критиці за небажання оскаржувати заяви уряду США, включно з його твердженнями про використання «таємничої, так і не винайденої мікрохвильової зброї». Директор ЦРУ Вільям Бернс попередив Росію про наслідки, якщо її спецслужби виявляться відповідальними за гаванський синдром.

## Критика висвітлення в ЗМІ
Висвітлення «гаванського синдрому» в ЗМІВ піддається критиці за те, що дехто стверджує, що це конспірологічний тон або небажання журналістів піддавати сумніву офіційні пояснення. У журналі Jacobin Magazine Бранко Марчетич писав: «антикубинський яструб, використовуючи пресу істеблішменту як свій мегафон, безпідставно й безупинно стверджували, що хвороба насправді була результатом „атак“, здійснених геополітичними противниками Вашингтону, використовуючи таємничу, ще не винайдену, мікрохвильову зброю». У січні 2022 року Райан Купер написав у The Week, що «ганьба багатьом журналістам і членам Конгресу, які розпалювали запальні, неправдоподібні заяви про чарівну російську променеву зброю».
Роберт Бартолом'ю, медичний соціолог, який спеціалізується на масових психогенних захворюваннях, відкинув повідомлення 60 Minutes про «димячу рушницю», яка пов'язує «гаванський синдром» з іноземною державою чи технологіями: «є лише дим і дзеркала, створені поганою наукою та поганою журналістикою». В інтерв'ю NPR Наталі Шуре з The New Republic сказала, що це «червоний прапор» щодо достовірності того, що «цю історію проштовхували майже виключно репортери національної безпеки, а не люди, які розповідають про здоров'я».

## Викриття
1 квітня 2024 року вийшло спільне розслідування видання The Insider, 60 Minutes американського каналу CBS News та німецького Der Spiegel, в якому стверджується, що поява симптомів Гаванського синдрому спостерігалися у закордонних дипломатів у той же час та в тих же місцях, куди приїжджали співробітники військової частини 29155 ГУ ГШ ЗС РФ.
Також, за повідомленням американського видання Washingtonian, до нападів, пов'язаних із синдромом можуть бути причетні конкретні особи спецслужб РФ, які підозрювалися в шпигунстві.

## Експерименти над тваринами
Незважаючи на те, що звіт уряду США від березня 2023 року ставить під сумнів його попередні твердження про те, що «гаванський синдром» був результатом атак з енергетичною зброєю, на початку березня 2023 року було повідомлено, що "Пентагон фінансує експерименти на тваринах, піддаючи їх протягом тривалого періоду часу радіочастотному випромінюванню намагаючись відтворити «гаванський синдром». Організації, які фінансуються для проведення дослідження, включають Університет штату Уейн і Фонд Генрі М. Джексона розвитку військової медицини.
13 березня 2023 року PETA вимагала від Пентагону припинити тестування «гаванського синдрому» на живих тваринах, заявивши, що "така заборона має застосовуватися до очевидного військового плану піддати мавп імпульсному мікрохвильовому випромінюванню в помилковій спробі визначити еффект людського мозку, пов'язаний з набутим нейросенсорним синдромом, який зазвичай називають «гаванським синдромом».